# Italian Open 1999 (теніс)
Italian Open 1999 — тенісний турнір, що проходив на відкритих кортах з ґрунтовим покриттям. Це був 56-й турнір Мастерс Рим. Належав до серії Super 9 в рамках Туру ATP 1999, а також до серії Tier I в рамках Туру WTA 1999. І чоловічі, і жіночі змагання відбулись у Foro Italico в Римі (Італія).

## Учасниці WTA

### Сіяні учасниці
| Країна    | Гравчиня              | Рейтинг | Сіяна |
| --------- | --------------------- | ------- | ----- |
| Швейцарія | Мартіна Хінгіс        | 1       | 1     |
| Іспанія   | Аранча Санчес Вікаріо | 7       | 2     |
| США       | Вінус Вільямс         | 5       | 3     |
| Франція   | Марі П'єрс            | 8       | 4     |
| Швейцарія | Патті Шнідер          | 12      | 5     |
| США       | Серена Вільямс        | 10      | 6     |
| Франція   | Наталі Тозья          | 9       | 7     |
| Франція   | Сандрін Тестю         | 11      | 8     |
| Росія     | Анна Курнікова        | 13      | 9     |
| Франція   | Амелі Моресмо         | 16      | 10    |
| Бельгія   | Домінік Ван Рост      | 15      | 11    |
| ПАР       | Аманда Кетцер         | 14      | 12    |
| Румунія   | Іріна Спирля          | 17      | 13    |
| Білорусь  | Наташа Звєрєва        | 19      | 14    |
| Іспанія   | Кончіта Мартінес      | 18      | 15    |
| Росія     | Олена Лиховцева       | 22      | 16    |

### Інші учасниці
Нижче подано учасниць, що отримали вайлд-кард на вихід в основну сітку:
- Татьяна Гарбін
- Франческа Любіані
- Адріана Серра-Дзанетті

Нижче наведено учасниць, що отримали вайлдкард на участь в основній сітці в парному розряді:
- Флора Перфетті /  Франческа Любіані
- Адріана Серра-Дзанетті /  Антонелла Серра-Дзанетті

Нижче наведено учасниць, що пробились в основну сітку через стадію кваліфікації в одиночному розряді:
- Франческа Ск'явоне
- Хрістіна Пападакі
- Марія Венто
- Сабін Аппельманс
- Олена Дементьєва
- Антонелла Серра-Дзанетті
- Германа ді Натале
- Сандра Качіч

Як щасливий лузер в основну сітку потрапили такі гравчині:
- Тетяна Панова

Нижче наведено учасниць, що пробились в основну сітку через стадію кваліфікації в парному розряді:
- Ларісса Шерер /  Магі Серна

Такі тенісистки потрапили в основну сітку як Щасливі лузери:
- Яна Кандарр /  Саманта Рівз

## Переможниці та фіналістки

### Одиночний розряд, чоловіки
Густаво Куертен —  Патрік Рафтер, 6–4, 7–5, 7–6(8–6).
- Для Куертена це був 2-й титул за сезон і 5-й - за кар'єру.

### Одиночний розряд, жінки
Вінус Вільямс —  Марі П'єрс, 6–4, 6–2.
- Для Вінус Вільямс це був 4-й титул за сезон і 7-й — за кар'єру.

### Парний розряд, чоловіки
Елліс Феррейра /  Рік Ліч —  Девід Адамс /  Джон-Лаффньє де Ягер, 6–7, 6–1, 6–2.

### Парний розряд, жінки
Мартіна Хінгіс /  Анна Курнікова —  Александра Фусаї /  Наталі Тозья, 6–2, 6–2.